# 大萼溲疏
大萼溲疏（学名：Deutzia calycosa）为虎耳草科溲疏属下的一个种。

## 扩展阅读
- 維基物種上的相關：大萼溲疏